# Lucien Langlet
Pour les articles homonymes, voir Langlet.
Lucien Langlet, né le 21 août 1927 à Bapaume, en Artois, et mort accidentellement le 5 février 1985 à Arras (Pas-de-Calais), est un artiste peintre français qui s'est illustré par ses toiles aux styles impressionniste et cubiste, ses vitraux et ses dessins.

## Biographie

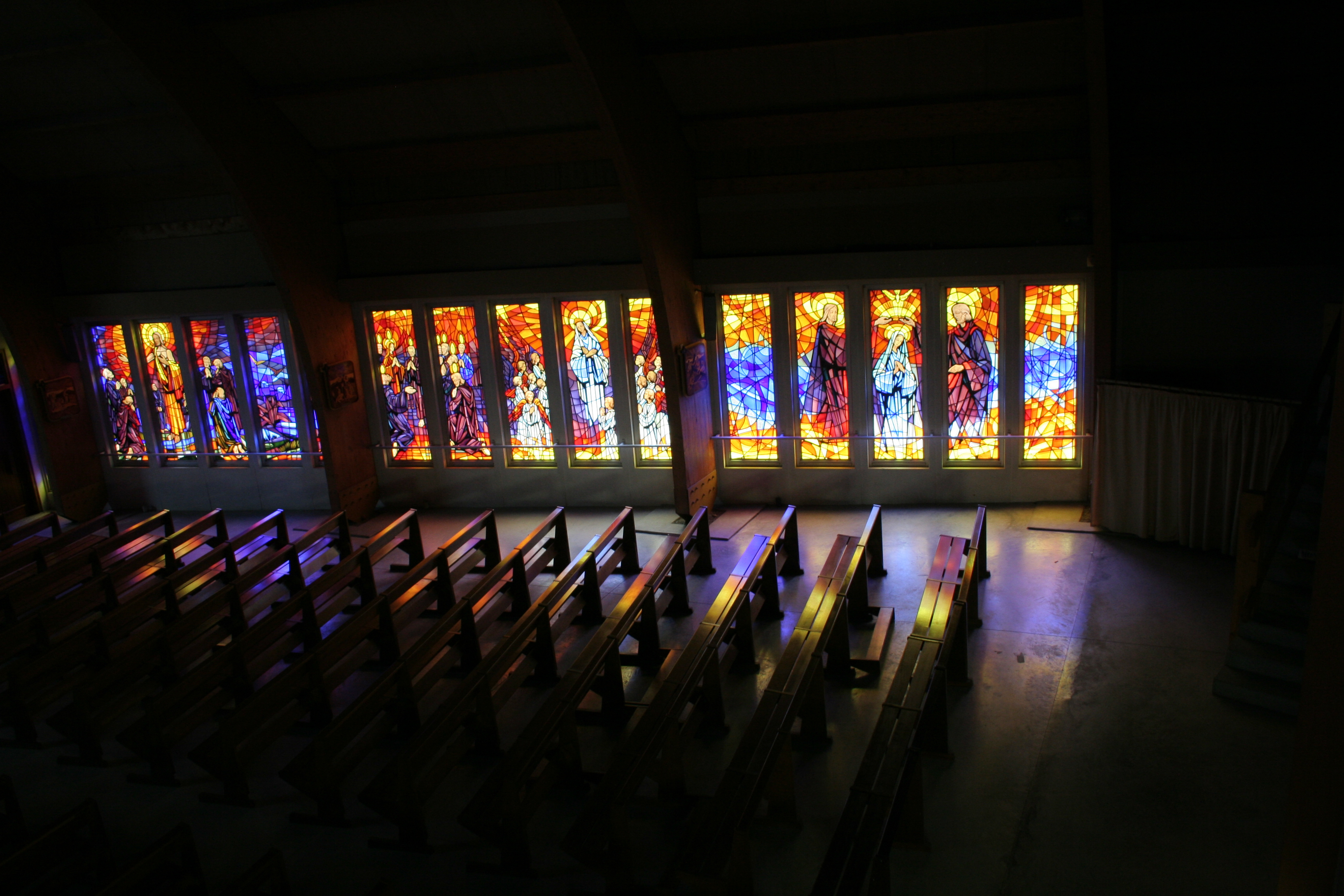
Vitraux du sanctuaire de Kerizinen (Finistère) et église Saint-Géry de Maing.

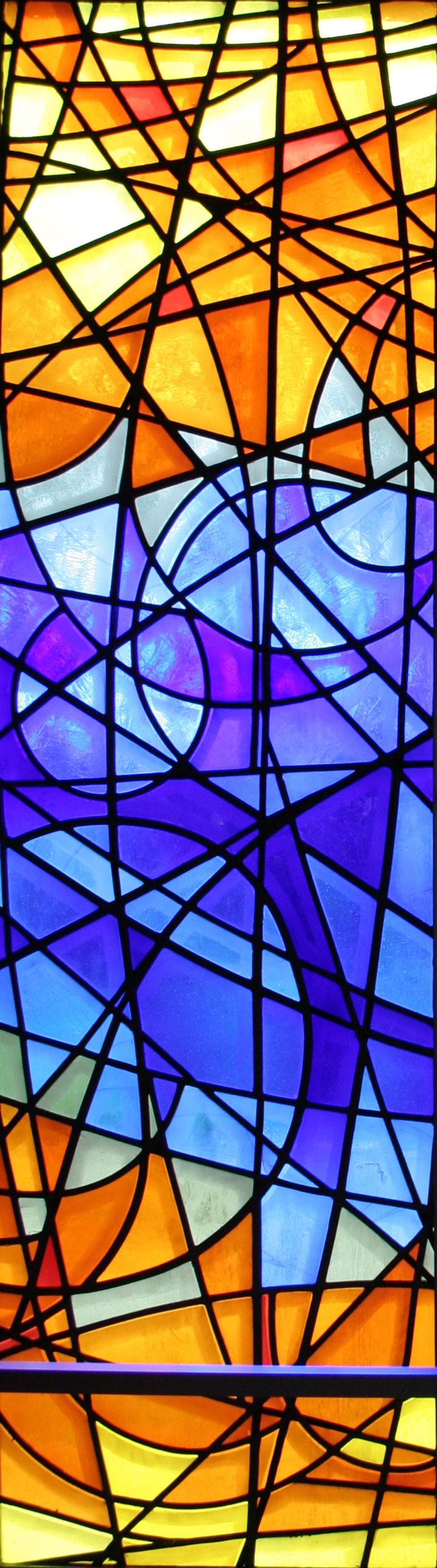
Vitrail du sanctuaire de Kerizinen, Lucien Langlet

Né le 21 août 1927 à Bapaume, il est le fils du peintre décorateur et peintre animalier Daniel Langlet. À seize ans, il suit les cours des Beaux-Arts de Lille, section peinture.
Élève de Constant Cléty et Léonce Bocquet, il est lauréat en 1947 et obtient le 1er prix de portrait. Après quelques mois passés à Antibes où il découvre les couleurs et la lumière de la Méditerranée, il part pour le service militaire en juin 1947.
Il se consacre pendant une dizaine d'années à la technique du vitrail,  
Il participe à l’exposition Universelle de Bruxelles (Belgique) en 1958 puis de Moscou (URSS) en 1961 en tant qu’adjoint de l’architecte en chef Maurice Gauthier, responsable des secteurs culturels.
Membre fondateur du Lions Club de Bapaume en 1958, il devient membre des Rosati en 1967. Président de l'Harmonie municipale en 1965, conseiller municipal en 1971 puis adjoint à la culture de la ville, il est élu à l'Académie des Sciences, Lettres et Arts d’Arras en 1981.
Il meurt lors d'un accident de voiture.

## Expositions personnelles
- 1962 – US Galerie de la Baume – Paris
- 1970 – Galerie Nichido – Tokyo
- 1973 – Galerie de Vallombreuse – Palm Beach, Floride, États-Unis
- 1974 – Galerie Mouffe – Paris
- 1975 – Galerie Durcan – Paris
- 1978 - Hôtel de ville Moers, Allemagne[8]
- 1980 et 1982 – Galerie Torillec – Arras
- 1984 - Hôtel de ville -  Bapaume[9]

## Récompenses
- Médaille d’Argent de l’Académie d’Arras
- Médaille d’Argent de la ville de Paris
- Chevalier de l'Ordre des Arts et des Lettres (1971)[10].
- 1er prix de peinture de l’Illustration de la Société des Poètes (1974)
- Prix d’excellence de Grand Prix des 7 Collines à Rome (1976)
- Médaille d’Or du cercle international d’Art Contemporain (1976)
- Lauréat du Salon des Artistes Français (Paris 1977)
- Élu à l’Académie des Sciences, Lettres et Arts d’Arras (1980)

## Hommages
- EHPAD Foyer de vie Lucien Langlet[11],[12],[13].[style à revoir]